# Subdivisions de l'Albanie
 (février 2016).

Rrethe de l'Albanie.

L’Albanie est, depuis la réforme administrative du 31 juillet 2014, subdivisée administrativement au premier niveau en 12 préfectures (ou régions ou comtés selon les traducteurs), officiellement nommées qark, sing. qarku en albanais. Bien que ce niveau soit officiel, il n’est pas encore totalement implémenté sur le plan administratif[réf. nécessaire].

## Transition des subdivisions
Les actuelles préfectures regroupent en fait les 36 anciens districts (officiellement appelés rrethe, sing. rrethi en albanais), parfois aussi appelés improprement sous-préfectures, et qui constituaient le premier niveau de subdivision encore largement employé sur le plan administratif, statistique et d’aménagement du territoire, même si les anciens districts n'ont plus de compétence législative ni d'autonomie financière. Depuis le changement de régime et la démocratisation, le nombre de districts a continué à augmenter sensiblement dans une dizaine de zones plus peuplées qui ont été scindées en deux pour atteindre le nombre actuel en juin 1991 (C'est ainsi à la suite de la multiplication des districts que les 12 préfectures d’aujourd’hui ont été créées en 1993, puis leurs compétences étendues en mi-1995).
Les districts sont eux-mêmes subdivisés au troisième niveau, soit en 72 villes (ou cités, officiellement appelées qyteteve, sing. qytete en albanais), soit en 65 nouvelles municipalités (une nouvelle entité devant remplacer en tant que subdivision de second niveau des nouvelles préfectures, régions ou préfectures quand les districts auront été dissous) ; la majeure partie des municipalités portent les mêmes noms que les villes, même s'il y a eu selon les endroits une subdivision, une fusion ou un réarrangement de ses constituants). Les deux découpages coexistent actuellement dans une période de transition, avec des assemblées territoriales locales élues dans les deux cas, et dont la répartition des compétences de chacun est encore incertaine.
Villes ou municipalités sont aussi des regroupements administratifs de 308 communes (komuna, sing. komunë en albanais), sans réalité administrative réelle autre que celle de gérer les redécoupages de villes en municipalités. Ces communes sont comparables aux cantons électoraux mais n'ont pas d’assemblée territoriale ni d’autonomie financière.
Les actuelles communes sont elles-mêmes subdivisées en 2 980 villages (fshatra, sing. fshatrë en albanais) ; auparavant les villes étaient subdivisées uniquement en localités (ou bourgs selon les traducteurs, lokalitetevë, sing. lokalitet en albanais) sans le niveau intermédiaire des communes. Le terme localité n’est théoriquement plus utilisé, mais dans l’usage courant, les deux termes village et localité (et leurs traductions) sont souvent confondus (d'autant plus que pour nombre d'entre eux, nouveaux villages et anciennes localités ont les mêmes couvertures territoriale).
Cependant la ville (ou municipalité) de Tirana (officiellement Tiranë en albanais, et qui est aussi le siège de la nouvelle préfecture de même nom, et celui de la plus ancienne sous-préfecture du district également de même nom) dispose d’un statut particulier (dans des domaines de niveau national ne relevant pas des compétences territoriales et administratives de la nouvelle préfecture ni de l’ancien district, ni de celui de la nouvelle municipalité ou de l’ancienne ville), en raison de son étendue et de son expansion en tant que capitale du pays : au lieu d’être subdivisée en communes puis en villages (ou localités) sans réelle compétence propre, elle bénéficie d'un découpage en centres administratifs aux compétences élargies (assimilés aux communes en Albanie, mais comparables aux arrondissements de communes des grandes villes de France) où les principaux services municipaux sont localisés et sectorisés pour mieux servir la population en forte croissance face au reste du pays qui subit des émigrations importantes.

## Liste des préfectures
Les préfectures (Qark ou Prefekturë) actuelles sont le résultat de la réforme administrative du 31 juillet 2014.

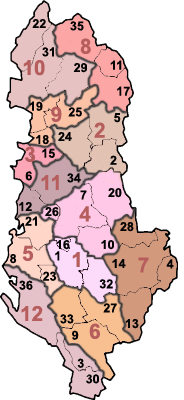
Préfectures et districts d’Albanie.

| Nº (carte) | Code ISO 3166-2 | Préfecture (albanais) | Population (2023) | Superficie (km2) | Densité (hab./km2) | Préfecture  | Districts (et repères sur la carte)                 |  |
| 01         | 01              | Berat                 | 111,431           | 01 798,10        | 62.0               | Berat       | Berat (1), Kuçovë (16), Skrapar (32)                |  |
| 02         | 09              | Dibër                 | 106,380           | 02 586,35        | 41.1               | Peshkopi    | Bulqizë (2), Dibër (5), Mat (24)                    |  |
| 03         | 02              | Durrës                | 289,797           | 00,765,93        | 378.4              | Durrës      | Durrës (6), Krujë (15)                              |  |
| 04         | 03              | Elbasan               | 252,719           | 03 199,08        | 79.0               | Elbasan     | Elbasan (7), Gramsh (10), Librazhd (20), Peqin (26) |  |
| 05         | 04              | Fier                  | 271,672           | 01 890,69        | 143.7              | Fier        | Fier (8), Lushnjë (21), Mallakastër (23)            |  |
| 06         | 05              | Gjirokastër           | 53,314            | 02 884,26        | 18.5               | Gjirokastër | Gjirokastër (9), Përmet (27), Tepelenë (33)         |  |
| 07         | 06              | Korçë                 | 192,925           | 03 710,32        | 52.0               | Korçë       | Devoll (4), Kolonjë (13), Korçë (14), Pogradec (28) |  |
| 08         | 07              | Kukës                 | 71,498            | 02 373,48        | 30.1               | Kukës       | Has (11), Kukës (17), Tropojë (35)                  |  |
| 09         | 08              | Lezhë                 | 114,181           | 01 619,79        | 70.5               | Lezhë       | Kurbin (18), Lezhë (19), Mirditë (25)               |  |
| 10         | 10              | Shkodër               | 189,164           | 03 561,25        | 53.1               | Shkodër     | Malësi e Madhe (22), Pukë (29), Shkodër (31)        |  |
| 11         | 11              | Tiranë                | 925,268           | 01 652,71        | 559.8              | Tiranë      | Kavajë (12), Tiranë (34)                            |  |
| 12         | 12              | Vlorë                 | 183,436           | 02 706,04        | 67.8               | Vlorë       | Delvinë (3), Sarandë (30), Vlorë (36)               |  |
| totaux     | —               | —                     | 2,761,785         | 28 748           | 129,7              | —           | —                                                   |  |

Notes :
- La codification internationale ISO 3166-2 des préfectures (ou comtés) diffère de la numérotation actuelle (utilisée dans les sources officielles INSTAT et sur cette carte) car la préfecture de Peshkopi a été renommée en préfecture de Dibër, mais la norme ISO 3166-2 n’a volontairement pas été modifiée.
- Comme la numérotation INSTAT (utilisée aussi sur la carte présentée ici) suit l’ordre alphabétique de la langue albanaise, les numéros sont maintenant décalés.

## Liste des anciens districts et sous-préfectures (rrethe)
| Nº (carte) | Code INSTAT | Code ISO 3166-2 | District (albanais) | Population (est. 2008) | Superficie (km2) | Densité (hab./km2) | Sous- préfecture | Munici- palités | Villes | Villages | Préfecture (carte) |
| ---------- | ----------- | --------------- | ------------------- | ---------------------- | ---------------- | ------------------ | ---------------- | --------------- | ------ | -------- | ------------------ |
| 01         | 01          | AL-BR           | Berat               | 00118 272              | 00,939,05        | 125,9              | Berat            | 12              | 2      | 122      | Berat (1)          |
| 02         | 02          | AL-BU           | Bulqizë             | 00028 219              | 00,469,30        | 060,1              | Bulqizë          | 08              | 2      | 103      | Dibër (2)          |
| 03         | 03          | AL-DL           | Delvinë             | 00012 129              | 00,348,20        | 034,8              | Delvinë          | 04              | 1      | 038      | Vlorë (12)         |
| 04         | 04          | AL-DV           | Devoll              | 00033 850              | 00,428,56        | 079,0              | Bilisht          | 05              | 1      | 044      | Korçë (7)          |
| 05         | 05          | AL-DI           | Dibër               | 00065 827              | 01 088,48        | 060,5              | Peshkopi         | 15              | 1      | 141      | Dibër (2)          |
| 06         | 06          | AL-DR           | Durrës              | 00246 401              | 00,432,95        | 569,1              | Durrës           | 10              | 4      | 061      | Durrës (3)         |
| 07         | 07          | AL-EL           | Elbasan             | 00227 802              | 01 372,29        | 166,0              | Elbasan          | 24              | 2      | 176      | Elbasan (4)        |
| 08         | 08          | AL-FR           | Fier                | 00202 902              | 00,785,30        | 258,4              | Fier             | 17              | 3      | 117      | Fier (5)           |
| 10         | 09          | AL-GR           | Gramsh              | 00024 853              | 00,694,63        | 035,8              | Gramsh           | 10              | 1      | 095      | Elbasan (4)        |
| 09         | 10          | AL-GJ           | Gjirokastër         | 00057 272              | 01 137,34        | 050,4              | Gjirokastër      | 13              | 2      | 095      | Gjirokastër (6)    |
| 11         | 11          | AL-HA           | Has                 | 00013 064              | 00,393,00        | 033,2              | Krumë            | 04              | 1      | 030      | Kukës (8)          |
| 12         | 12          | AL-kA           | Kavajë              | 00084 841              | 00,414,22        | 204,8              | Kavajë           | 10              | 2      | 065      | Tiranë (11)        |
| 13         | 13          | AL-ER           | Kolonjë             | 00014 412              | 00,804,63        | 017,9              | Ersekë           | 08              | 2      | 076      | Korçë (7)          |
| 14         | 14          | AL-KO           | Korçë               | 00140 659              | 01 752,12        | 080,3              | Korçë            | 17              | 2      | 155      | Korçë (7)          |
| 15         | 15          | AL-KR           | Krujë               | 00068 462              | 00,332,98        | 205,6              | Krujë            | 07              | 2      | 043      | Durrës (3)         |
| 16         | 16          | AL-KC           | Kuçovë              | 00035 476              | 00,084,10        | 421,8              | Kuçovë           | 02              | 1      | 017      | Berat (1)          |
| 17         | 17          | AL-KU           | Kukës               | 00045 257              | 00,937,50        | 048,3              | Kukës            | 15              | 1      | 090      | Kukës (8)          |
| 18         | 18          | AL-KB           | Kurbin              | 00055 373              | 00,273,38        | 202,6              | Laç              | 04              | 3      | 028      | Lezhë (9)          |
| 19         | 19          | AL-LE           | Lezhë               | 00078 347              | 00,479,41        | 163,4              | Lezhë            | 10              | 2      | 063      | Lezhë (9)          |
| 20         | 20          | AL-LB           | Librazhd            | 00065 267              | 01 023,48        | 063,8              | Librazhd         | 10              | 2      | 075      | Elbasan (4)        |
| 21         | 21          | AL-LU           | Lushnjë             | 00145 448              | 00,712,39        | 204,2              | Lushnjë          | 16              | 2      | 121      | Fier (5)           |
| 22         | 22          | AL-MM           | Malësi e Madhe      | 00036 986              | 00,554,55        | 066,7              | Koplik           | 06              | 2      | 056      | Shkodër (10)       |
| 23         | 23          | AL-MK           | Mallakastër         | 00030 871              | 00,393,00        | 078,6              | Ballsh           | 09              | 1      | 040      | Fier (5)           |
| 24         | 24          | AL-MT           | Mat                 | 00049 295              | 01 028,57        | 047,9              | Burrel           | 12              | 3      | 076      | Dibër (2)          |
| 25         | 25          | AL-MR           | Mirditë             | 00027 032              | 00,867,00        | 031,2              | Rrëshen          | 07              | 4      | 070      | Lezhë (9)          |
| 26         | 26          | AL-PQ           | Peqin               | 00031 607              | 00,108,68        | 290,8              | Peqin            | 06              | 1      | 049      | Elbasan (4)        |
| 27         | 27          | AL-PR           | Përmet              | 00022 054              | 00,929,58        | 023,7              | Përmet           | 09              | 2      | 097      | Gjirokastër (6)    |
| 28         | 28          | AL-PG           | Pogradec            | 00071 969              | 00,725,01        | 099,3              | Pogradec         | 08              | 1      | 072      | Korçë (7)          |
| 29         | 29          | AL-PU           | Pukë                | 00024 873              | 01 033,69        | 024,1              | Pukë             | 10              | 2      | 075      | Shkodër (10)       |
| 30         | 30          | AL-SR           | Sarandë             | 00048 989              | 00,748,63        | 065,4              | Sarandë          | 09              | 2      | 062      | Vlorë (12)         |
| 32         | 31          | AL-SK           | Skrapar             | 00018 946              | 00,774,95        | 024,4              | Çorovodë         | 10              | 2      | 103      | Berat (1)          |
| 31         | 32          | AL-SH           | Shkodër             | 00188 123              | 01 973,01        | 095,3              | Shkodër          | 18              | 2      | 139      | Shkodër (10)       |
| 33         | 33          | AL-TE           | Tepelenë            | 00023 663              | 00,817,34        | 029,0              | Tepelenë         | 10              | 2      | 077      | Gjirokastër (6)    |
| 34         | 34          | AL-TR           | Tirana              | 00726 547              | 01 238,49        | 586,6              | Tirana           | 18              | 3      | 155      | Tirana (11)        |
| 35         | 35          | AL-TP           | Tropojë             | 00017 426              | 01 042,98        | 016,7              | Bajram Curri     | 08              | 3      | 068      | Kukës (8)          |
| 36         | 36          | AL-VL           | Vlorë               | 00087 533              | 01 609,21        | 054,4              | Vlora            | 13              | 4      | 099      | Vlorë (12)         |
| total      | —           | —               | —                   | 3 170,048              | 28 748           | 110,3              | —                | —               | —      | —        | —                  |